# 匿名者Q
匿名者Q（/kjuːəˈnɒn/）是一种极右翼陰謀論，其认为美国政府内部存在一个反对總統唐納·川普和其支持者的深層政府。这个理论最早于2017年10月出自4chan讨论版中的一个署名为Q的匿名用户，“Q”这个名字出自美国机密许可中的最高级别“Q级许可”。匿名者Q的支持者也被公众称为“疯狂的阴谋论邪教”和“互联网上最狂热的一些特朗普粉丝”。雖然这一阴谋论主要由特朗普总统的支持者以“风暴和大觉醒”的名义传播，但公众认为这些观点“毫无根据”、“精神错乱”及“缺少证据”。很多人认为，匿名者Q很像“犹太人会用基督教小孩的血做仪式”的反犹谣言。

## 背景
披薩門陰謀論在2016年美國總統選舉週期時病毒式傳播。2016年3月，希拉里·克林顿的競選幕僚長約翰·波德斯塔的私人電子郵箱被黑客利用魚叉式網路釣魚攻擊。維基解密於2016年11月發布他的郵件。披薩門擁護者誤稱郵件中包含的密碼訊息是與一些高階民主黨官員和美國餐廳涉嫌人口販賣和兒童色情團體有關。其中一個據稱涉及的公司是位於華盛頓哥倫比亞特區的彗星乒乓披薩店。另類右派成員、保守派記者和其他人曾敦促檢方以此對希拉蕊的郵件門提起訴訟，並在4chan、8chan和Twitter等社群媒體機構散播陰謀論。一名來自北卡罗来纳州的男人因此去彗星乒乓調查陰謀事件，並用步槍在餐廳內部開槍。餐廳老闆和員工甚至受到陰謀論者發出的死亡威脅。
2017年10月，特朗普在白宫与记者谈话时提到了一场“风暴前的宁静（the calm before the storm）”，当时有记者追问：“你说的是什么风暴？”特朗普回答：“你会知道的。”在场的记者有人認為此話「語焉不詳」，並表示自己不能理解。

## 發展
2018年起一個自稱「匿名者Q」的人在4chan论坛上发布一系列关于美国政治的问题清单，将特朗普所说的“风暴”定调为一场清算后的结果。他主張認為里根之后的历任美国总统都属于一个与银行家、多国首脑有所勾结的秘密龐大組織犯罪团伙（跟兒童性犯罪有很大的關係）。而這龐大組織認為川普在破壞他們的既得利益，所以發動一場所有宣傳機器、老牌媒體前所未有反撲意圖川普垮台，这股势力可以称为“深层政府”所以美國與很多國家的民主是假象，誰能參與選舉都是被決定的，而不管你選誰最終都是由該團夥掌控國政，當選總統的人要不是初始就是一份子不然就是不久後也被逼妥協加入，而川普的意外當選讓他們出現了破口，所以現在開始反撲。
匿名者Q声称自己掌握了涉及特朗普政府及其在美国的反对者的机密信息。此外，Q还指控了众多自由派好莱坞演员，政治家和高级官员参与国际地下娈童网络，他还声称唐纳德·特朗普假装通俄，以诱使羅伯特·穆勒暴露出深层政府的存在，并且成功阻止了由贝拉克·奥巴马、希拉里·克林顿和乔治·索罗斯发动的政變。
2018年夏天，匿名者Q的追随者开始在特朗普的集会上现身。活跃于电视和电台的公众人物迈克尔·“莱昂内尔”·勒布朗是该理论的推动者，他于2018年8月24日在椭圆形办公室获得了跟特朗普总统的拍照机会。
2020年以來，Facebook、Twitter、Instagram和YouTube開始封鎖匿名者Q支持者的帳號，及刪除他們發佈的內容。

## 備註

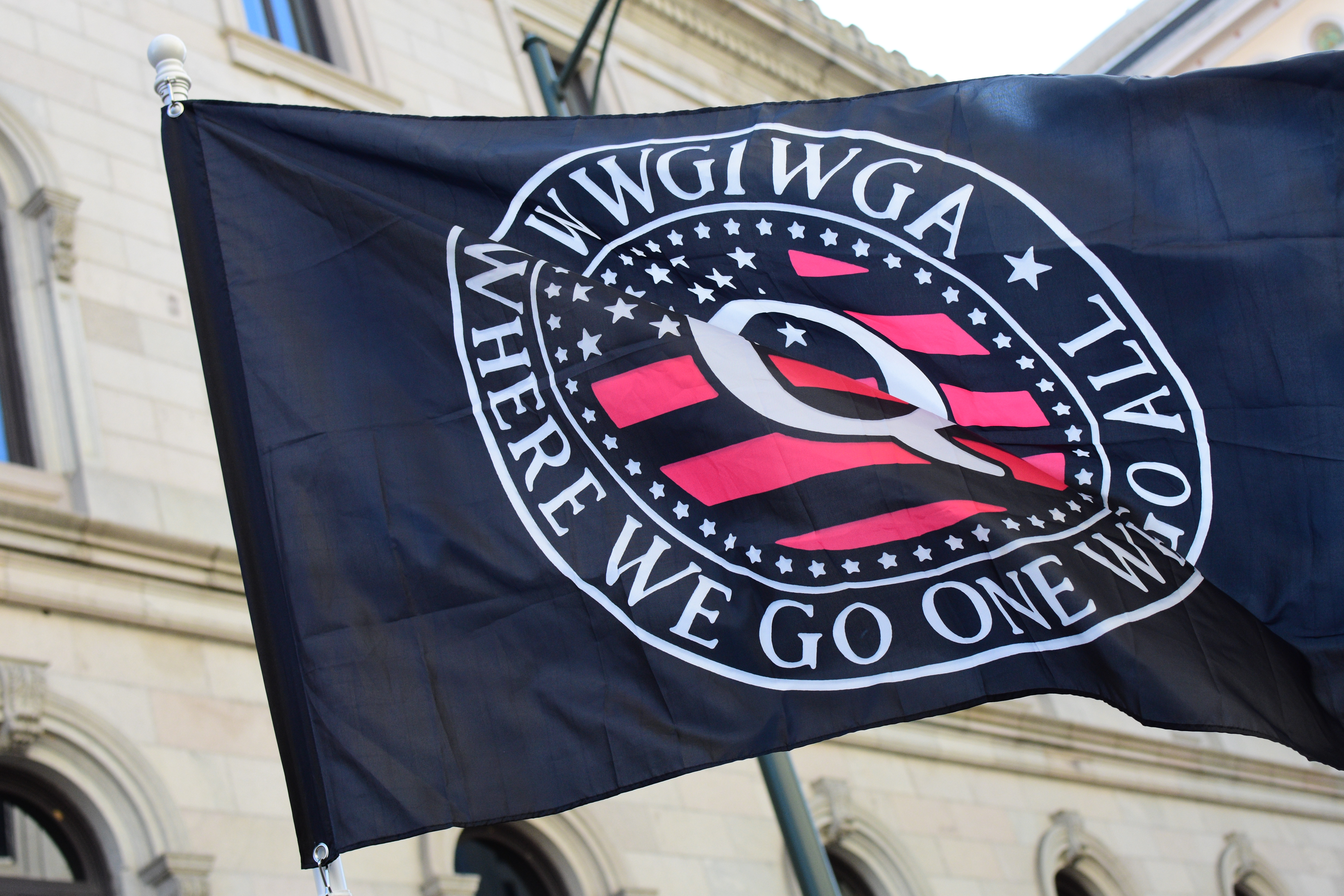
在2020年維吉尼亞州里奇蒙舉行的美國憲法第二修正案集會上出現的匿名者Q旗幟

1. ↑  尽管这个合成词最初只是用于指代自称为“Q”的匿名发帖人，一些媒体后来也用它来转喻整个阴谋论本身，或者那些讨论、扩散相关话题的社群。

### 註腳
1. ↑  . Southern Poverty Law Center.   [2019-12-17]. （原始内容存档于2020-02-22） （英语）.
2. ↑  . NBC News.   [2019-12-17]. （原始内容存档于2020-02-06） （英语）.
3. ↑  reporterEmailEmailBioBioFollowFollow, Eli Rosenberg closeEli RosenbergEconomics. . Washington Post.   [2019-12-17]. （原始内容存档于2020-04-24） （英语）.
4. ↑  . sun-sentinel.com.   [2019-12-17]. （原始内容存档于2019-12-14）.
5. ↑  . Fortune.   [2019-12-17]. （原始内容存档于2019-12-17） （英语）.
6. ↑  Schallhorn, Kaitlyn. . Fox News. 2018-08-03  [2019-12-17]. （原始内容存档于2018-09-26） （美国英语）.
7. 1 2  Stanley-Becker, Isaac. . Washington Post.   [2019-12-17]. （原始内容存档于2020-02-09） （英语）.
8. ↑  . Washington Post.   [2019-12-17]. （原始内容存档于2020-02-05） （英语）.
9. 1 2  Bank, Justin; Stack, Liam; Victor, Daniel. . The New York Times. 2018-08-01  [2019-12-17]. ISSN 0362-4331. （原始内容存档于2020-02-11） （美国英语）.
10. ↑  . NBC News.   [2019-12-17]. （原始内容存档于2020-02-12） （英语）.
11. ↑  . E! Online. 2018-05-29  [2019-12-17]. （原始内容存档于2020-02-09） （美国英语）.
12. ↑  .   [2019-12-17]. （原始内容存档于2019-12-10） （美国英语）.
13. ↑  . BuzzFeed News.   [2019-12-17]. （原始内容存档于2019-11-13） （英语）.
14. ↑  Sales, Ben.  [专家称匿名者Q是换汤不换药的反犹太主义]. The Times of Israel. 2020-09-20  [2022-11-02]. （原始内容存档于2022-09-13）.
15. ↑  Shalby, Colleen. . Los Angeles Times. 2017-05-24  [2021-02-10]. （原始内容存档于2017-05-29）.
16. ↑  Farhi, Paul. . The Washington Post. 2017-05-17  [2017-05-18]. （原始内容存档于2017-05-18）.
17. ↑  Kang, Cecilia; Frenkel, Sheera. . The New York Times. 2020-06-27  [2020-09-03]. （原始内容存档于2020-08-28）.
18. 1 2  Chien, Amy Chang. . 纽约时报中文网. 2018-08-08  [2019-12-17]. （原始内容存档于2019-10-07） （中文（简体））.
19. ↑  Bort, Ryan. . Rolling Stone. 2018-08-01  [2019-12-17]. （原始内容存档于2019-12-10） （美国英语）.
20. ↑  Laviola, Erin. . Heavy.com. 2018-08-01  [2019-12-17]. （原始内容存档于2019-12-10） （英语）.
21. ↑  CNN, Kyle Feldscher. . CNN.   [2019-12-17]. （原始内容存档于2019-12-19）.
22. ↑  聯合新聞網. . 聯合新聞網. 2020-10-16  [2020-12-25]. （原始内容存档于2021-02-16） （中文（臺灣））.

### 文獻
- Cho, Michelle. . 2022  [2024-05-05]. （原始内容存档于2024-05-05）.